# Alice et l'Ancre brisée
Alice et l'Ancre brisée (titre original : The Broken Anchor, littéralement : L'Ancre brisée) est le 70e roman de la série américaine Alice (Nancy Drew en VO) écrit par Caroline Quine, nom de plume collectif de plusieurs auteurs. L'auteur de ce roman est Sharon Wagner. 
Aux États-Unis, le roman a été publié en 1983 par Simon & Schuster, New York. En France, il est paru pour la première fois en 1987 chez Hachette dans la collection « Bibliothèque verte ». Il n'a plus été réédité en France depuis 2001. 

## Résumé
Remarque : le résumé est basé sur les éditions cartonnées non abrégées parues de 1987 à 1988 en langue française.
Alice reçoit une lettre accompagnée de deux billets d’avions, lui annonçant qu'elle a gagné un voyage pour deux personnes dans une station balnéaire des Bahamas, sur l'île de l'Ancre. Pourtant, Alice ne se souvient pas d'avoir participé à un concours. 
Devant accompagner son père, l'avocat James Roy, à Miami, la jeune fille donne les billets à ses amies Bess et Marion en leur promettant de venir les rejoindre dès que possible. Bess et Marion s'envolent pour les Bahamas, tandis qu'Alice et James Roy se rendent à Miami où l'avocat doit régler une affaire : le bateau volé et retrouvé sur lequel il enquête, contient de nombreuses coupures de presse relatives aux affaires élucidées par Alice. 
Dans le bateau, la jeune détective découvre un grand et lourd médaillon en or pur sur lequel est gravée une ancre brisée. Quand elle apprend que les personnes qui ont acheté les accessoires du bateau, Jeff et Lena De Foe, possèdent un hôtel aux Bahamas, sur l'île de l'Ancre, Alice est troublée par la coïncidence. Inquiète, elle téléphone à l'hôtel de Bess et Marion ; le gardien lui répond que l'hôtel est fermé. 
Très alarmés, la jeune fille et son père se rendent aussitôt sur l'île de l'Ancre. À leur grand effarement, ils trouvent une île complètement déserte...

## Personnages

### Personnages récurrents
- Alice Roy : détective amateur de dix-huit ans, blonde, fille de l'avocat James Roy, orpheline de mère.
- James Roy : avocat[3] de renom, père d'Alice Roy, veuf.
- Bess Taylor : jeune fille blonde et rondelette, une des meilleures amies d'Alice.
- Marion Webb : jeune fille brune et sportive, cousine germaine de Bess Taylor et une des meilleures amies d'Alice.
- Sarah : la fidèle gouvernante des Roy, qui a élevé Alice à la mort de sa mère.

### Personnages spécifiques à ce roman
- Jeff De Foe : propriétaire d'un hôtel aux Bahamas, sur l'île de l'Ancre.
- Lena De Foe (Lenna de Foe en VO) : épouse de Jeff De Foe.
- Penny de Foe : jeune fille, la petite-fille de Jeff et Lena De Foe's (elle est leur petite-nièce en VO)
- Tom : malfaiteur.
- Jack : malfaiteur.

## Éditions françaises
- 1987 : Hachette, collection Bibliothèque verte (série hachurée), cartonné (français, version originale). Illustré par Philippe Daure. Texte français de Dominique Rousset. 20 chapitres. 186 p.
- 1988 : Hachette, collection Bibliothèque verte no 441, souple (français, version originale). Illustré par Philippe Daure. Texte français de Dominique Rousset.
- 2000 : Hachette, collection Bibliothèque verte (série à timbre), souple (français, version originale). Illustré par Philippe Daure. Texte français de Dominique Rousset. 20 chapitres. 188 p.

## Adaptation
Le roman a été adapté en jeu vidéo par Her Interactive sous le titre Les Enquêtes de Nancy Drew : Kidnapping aux Bahamas.[réf. nécessaire]